# Genialny klan
Genialny Klan – komediodramat z 2001 wyreżyserowany przez Wes Andersona.
Film opowiada o trojgu wybitnie uzdolnionego rodzeństwa, które odnosiło w dzieciństwie wielkie sukcesy; opuszczone przez ekscentrycznego ojca w okresie dojrzewania rodzeństwo Tanenbaum przechodzi kryzys i doznaje jeszcze większych porażek i niepowodzeń. Ironiczny i absurdalny humor dominuje podczas całego filmu.
Gene Hackman otrzymał za swoją rolę Złoty Glob, a Wes Anderson i Owen Wilson zostali nominowani do Oscara w kategorii Najlepszy Scenariusz Oryginalny. „Stylus Magazine” umieścił ten film na 3. pozycji na liście „Najlepsze Filmy Tysiąclecia”.

## Fabuła
Royal Tenenbaum informuje troje swoich dzieci – Chasa, Margot i Richiego – o swoim zamiarze rozstania się z ich matką, Etheline. Po tej scenie następuje krótkie przedstawienie życia każdego z rodziny Tenenbaum. Chas jest geniuszem matematycznym i ma smykałkę do interesów, w dzieciństwie wyhodował myszy dalmatyńskie, które sprzedawał dealerom w Little Tokyo. Ojciec Royal wykradał mu pieniądze z jego skrytki. Margot jest adoptowanym dzieckiem, Royal wspomina to za każdym razem, gdy ją przedstawia. Margot zdobyła 50 000 dolarów za sztukę, którą napisała w dziewiątej klasie. Richie jest geniuszem tenisa oraz artystą. Zakochany w przyrodniej siostrze, wyraża to malując obrazy. Ojciec, Royal zabiera go regularnie na wypady, na które nikt oprócz niego nie jest zapraszany. Richie ma także sokoła o imieniu Mordecai. Eli Cash jest ich sąsiadem i najlepszym przyjacielem Richiego.
Dwadzieścia dwa lata później, Royal, wraz ze sługą Pagoda, zostaje wyrzucony z hotelu, w którym mieszka od momentu, gdy rozstał się z żoną. Cała trójka rodzeństwa przeżywa kryzys po sukcesach w dzieciństwie. Richie podróżuje statkiem po całym świecie po załamaniu, którego doznał podczas jednego z meczów tenisa. Pisze do Eliego list, że kocha platonicznie Margot. Chas stał się nadopiekuńczy w stosunku do swoich dzieci: Ariego i Uziego po tym, jak jego żona Rachael zginęła tragicznie w katastrofie lotniczej. Margot poślubiła niejakiego Raleigha St. Clair, neurologa. Ukrywa przed nim swoje nałogowe palenie, podobnie jak większość swojej przeszłości. Raleigh przeprowadza testy na Dudleyu Heinsbergenie, badając schorzenie, które nazywa syndromem Heinsbergena. Księgowy, Henry Sherman, oświadcza się Etheline.
Royal po tym jak został wyrzucony z hotelu, dowiedziawszy się, że Henry oświadczył się Etheline, postanawia zrealizować swój plan polegający na symulowaniu raka żołądka. W ten sposób chce odzyskać byłą żonę oraz uwagę swoich dzieci. Powiadamia o swojej „chorobie” Etheline i wprowadza się do jej domu. Etheline wzywa dzieci, aby wróciły do domu. Po raz pierwszy od 17 lat znowu wszyscy mieszkają w tym samym miejscu. Royal, dowiedziawszy się o nadopiekuńczości Chasa, postanawia wziąć sprawę w swoje ręce i zabiera wnuki „na miasto”, gdzie kradną drobiazgi w sklepie i biorą udział w walkach psów. Po ich powrocie, Chas zarzuca ojcu, że naraził wnuki na niebezpieczeństwo. Chas po tym, jak ojciec wytyka mu załamanie nerwowe, opuszcza dom.
Eli, z którym Margot ma romans, mówi jej, że jej brat Richie jest w niej zakochany. Royal odkrywa romans Margot i zarzuca jej złe traktowanie jej męża Raleigha. Raleigh zwierza się Richiemu ze swoich podejrzeń co do romansu Margot i wynajmuje prywatnego detektywa. Henry zauważa, że Royal je cheesburgery i postanawia powiedzieć o tym Etheline, podejrzewając, że Royal symuluje swoją chorobę. Royal obraża Henry’ego, rozpoczyna się bójka przerwana przez Etheline. Henry sprawdza Royala i odkrywa, że domniemany szpital, w którym leczy się Royal jest nieczynny od wielu lat, jego lekarz jest oszustem, a jego lekarstwa na raka to Tic Taci. Henry rozmawia z Pagodą.
Henry przed całą rodziną wyjawia oszustwo Royala. Royal i Pagoda opuszczają dom i wracają do hotelu, gdzie zatrudniają się jako windziarze. Richie i Raleigh otrzymują raport sporządzony przez detektywa. Retrospekcja ukazuje koleje losu Margot, począwszy od jej pierwszego papierosa, na jej licznych romansach skończywszy. Raleigh komentuje tylko jej tytoniowy nałóg, ale raport wywiera o wiele większe wrażenie na Richiem. Idzie do łazienki, gdzie próbuje popełnić samobójstwo. Dudley znajduje go w kałuży krwi, a Raleigh odwozi go do szpitala. Cała rodzina zbiera się w szpitalu. Przed odejściem Raleigh rozmawia z Margot. Richie ucieka ze szpitala i spotyka Margot, rozmawiają o uczuciu, które ich łączy i całują się.
Royal chce, aby Etheline była szczęśliwa i przygotowuje papiery rozwodowe. Przed ślubem Henry’ego i Etheline, Eli, pod wpływem meskaliny, rozbija samochód o dom Tanenbaumów. Royal ratuje wnuki, Ariego i Uziego, przed śmiercią pod kołami, ale ich pies Buckley ginie w wypadku. Eli wypada z samochodu, przelatuje przez ogrodzenie i przez okno wpada do środka. Wściekły Chas goni go po domu. Dogoniwszy go, siłują się przez chwilę, po czym Chas przerzuca Eliego przez ogrodzenie. Zawstydzony, przechodzi przez ogrodzenie i kładzie się zmęczony obok Eliego. Eli stwierdza, że potrzebuje pomocy medycznej, Chas przytakuje. Chas zdaje sobie sprawę, że ojciec uratował wnuki od niechybnej śmierci. Royal kupuje dalmatyńczyka od strażaków, którzy przyjechali na miejsce wypadku i podarowuje go wnukom. 48 Godzin później Etheline i Henry biorą ślub.
Po pewnym czasie Margot publikuje sztukę teatralną na motywach przeżyć rodzinnych. Raleigh wydaje książkę o chorobie Dudleya. Eli idzie na odwyk gdzieś w Dakocie Północnej. Richie otwiera szkółkę tenisową. Royal umiera na zawał serca w wieku 68 lat. Chas jest jedynym świadkiem jego śmierci. Rodzina uczestniczy w pogrzebie, po czym wszyscy razem opuszczają cmentarz.

## Obsada
- Gene Hackman – Royal Tenenbaum
- Anjelica Huston – Etheline Tenenbaum
- Ben Stiller – Chas Tenenbaum
  - Aram Aslanian-Persico – młody Chas
- Gwyneth Paltrow – Margot Tenenbaum
  - Irene Gorovaia – młoda Margot
- Luke Wilson – Richie Tenenbaum
- 8 Amedeo Turturro – młody Richie
- Owen Wilson – Eli Cash
  - James Fitzgerald – młody Eli
- Bill Murray – Raleigh St. Clair
- Danny Glover – Henry Sherman
- Seymour Cassel – Dusty
- Kumar Pallana – Pagoda
- Alec Baldwin – narrator (głos)
- Grant Rosenmeyer – Ari Tenenbaum
- Jonah Meyerson – Uzi Tenenbaum
- Stephen Lea Sheppard – Dudley Heinsbergen
- Larry Pine – Peter Bradley
- Don McKinnon – detektyw
- Frank Wood – manager hotelu
- Al Thompson – por. Walter Sherman
- Jennifer Wachtell – Rachael Evans Tenenbaum
- Donal Ward – pracownik hotelu
- Andrew Wilson – Farmer Father / Tex Hayward
- Dipak Pallana – doktor
- Sanjay Mathew – Sanjay Gandhi
- Mary Wigmore – sekretarka Chasa
- Sonam Wangmo – Sing-Sang
- Pawel Wdowczak – Neville Smythe-Dorleac

## Typografia w filmie
Podobnie jak w innych swoich w filmach, Anderson przykłada szczególną uwagę do fontów użytych w filmie. Jednym z najczęściej używanych jest Futura oraz jej pogrubiona odmiana. Jej użycie odróżnia Tanenbaumów od innych postaci w filmie, Futura używana jest tylko w scenach, w których występują członkowie rodziny. Inne fonty, np. Helvetica, są używane przez osoby spoza rodziny np. tytuł książki Raleigha. Anderson używa szeroko Futurę w innych swoich filmach.

## Nagrody i nominacje
Oscary za rok 2001
- Najlepszy scenariusz oryginalny – Wes Anderson, Owen Wilson (nominacja)

Złote Globy 2001
- Najlepszy aktor w komedii/musicalu – Gene Hackman

Nagroda Satelita 2001
- Najlepsza komedia/musical (nominacja)
- Najlepszy aktor w komedii/musicalu – Gene Hackman (nominacja)
- Najlepsza aktorka drugoplanowa w komedii/musicalu – Anjelica Huston (nominacja)
- Najlepsza aktorka drugoplanowa w komedii/musicalu – Gwyneth Paltrow (nominacja)
- Najlepszy aktor drugoplanowy w komedii/musicalu – Ben Stiller (nominacja)
- Najlepszy aktor drugoplanowy w komedii/musicalu – Owen Wilson (nominacja)

Nagrody BAFTA 2001
- Najlepszy scenariusz oryginalny – Wes Anderson, Owen Wilson (nominacja)